# كيلي راسيل (لاعبة اتحاد الرغبي)
كيلي راسيل هي لاعبة اتحاد الرغبي كندية، ولدت في 7 ديسمبر 1986 في كاليدون في كندا.

## وصلات خارجية
- كيلي راسيل على موقع اللجنة الأولمبية الدولية (الإنجليزية)
- كيلي راسيل على موقع أوليمبيديا (الإنجليزية)
- كيلي راسيل على موقع اللجنة الأولمبية الكندية (الإنجليزية)